# Nissan Lafesta
Der Nissan Lafesta ist ein 7-sitziger Van, der von Nissan für den asiatischen Markt gebaut wurde. Das Fahrzeug wurde am 2. Dezember 2004 vorgestellt.
Der Name leitet sich aus dem italienischen Wort festa (dt.: Fest) her und laut Hersteller soll er „den Wunsch ausdrücken, eine angenehme Zeit in diesem Wagen zusammen mit der Familie und mit Freunden zu verbringen“.

## 1. Generation (2004–2012)
Das Fahrzeug der ersten Generation hat Schiebetüren an beiden Seiten (eine davon ist elektrisch angetrieben), Nissans Intellegent Key System, GPS-Navigation, eine Rückfahrkamera und ein Panoramadach. Der einzig verfügbare Motor war ein 2,0 l-R4, Typ MR20DE. Es gibt Vorderradantrieb und Allradantrieb; ersterer besitzt eine Hinterradaufhängung mit Torsionsstab, letzterer besitzt eine Mehrlenkerhinterachse.
Der Modelljahrgang 2007 erhielt ein kleines Facelift.

## 2. Generation (2011–2017)
Die zweite Generation teilt sich die Plattform mit der zweiten Generation des Mazda5 und hat daher auch zwei Schiebetüren. Sie wurde zwischen 2011 und 2017 produziert.